# Andreas Kisser
Andreas Adolf Kisser (São Bernardo do Campo, 24 agosto 1968) è un chitarrista brasiliano, membro della band Sepultura.

## Biografia
Andreas Kisser nasce da madre slovena, di Maribor, e padre tedesco. Suo padre era un ingegnere meccanico e sua madre un insegnante e un'artista dilettante. In tenera età mostra interesse per la musica.
Aveva 10 anni quando iniziò ad ascoltare i dischi dei suoi genitori; Beatles, Roberto Carlos e Tonico & Tinoco. Riceve la sua prima chitarra acustica da sua nonna, e in seguito vince una seconda chitarra a una partita di Bingo. Imparò i primi accordi di base dal repertorio di musica popolare brasiliana, e successivamente da brani classici. Un suo amico lo ha poi introdotto all'hard rock con band come Queen e Kiss che hanno avuto una grande influenza su di lui.
Nel 1983 andò a vedere i Kiss dal vivo a San Paolo, nel 1985 suo padre lo portò al 'Rock in Rio' per vedere gli AC/DC. Alla fine Kisser ottenne la sua prima chitarra elettrica,una Giannini-Supersonic con un pedale overdrive. Alcune delle sue maggiori influenze di allora furono Eric Clapton, Jimi Hendrix, Steve Howe, Tony Iommi, Ritchie Blackmore, Jimmy Page e Randy Rhoads.
Nel 1984, Kisser inizia ad esibirsi in una band di tre elementi chiamata "Esfinge", una band formata con compagni di scuola dove suonava la chitarra e cantava. La band suonava essenzialmente cover di band heavy metal come Black Sabbath, Ozzy Osbourne, Iron Maiden, Venom e Metallica. Due anni dopo la band si ribattezzò Pestilence e nel 1987 registrò un demo chiamato Slaves of Pain. Le canzoni di questo demo sono state successivamente riutilizzate dai Sepultura nei loro album Schizophrenia e Beneath the Remains.

### I Sepultura
Nel 1987 Kisser incontrò i membri dei Sepultura e andò a vederli suonare dal vivo mentre era in vacanza a Belo Horizonte. Il giorno del concerto si è unito alla band come roadie improvvisato per il cantante/chitarrista Max Cavalera. Dopo la partenza del chitarrista solista originale Jairo Guedz, Kisser diventò il chitarrista solista dei Sepultura e contribuì alla registrazione del terzo album Schizophrenia. Max Cavalera disse di lui: "Ha portato nuove idee e influenze nei Sepultura. Il risultato è stato schizofrenia."
Nel 1989 in Beneath the Remains, Kisser ha co-scritto i testi con Max Cavalera, da Arise in poi iniziò a scrivere canzoni sue.Nel 1992 fu scartato dalle audizioni per diventare il chitarrista dei Metallica come temporaneo rimpiazzo di James Hetfield, infortunato ad una mano.
Nel 1996, al festival Monsters of Rock di Castle Donington, i Sepultura suonarono per la prima volta in tre, infatti il cantante/chitarrista Max Cavalera fu costretto ad assentarsi a causa della morte del figliastro Dana Wells morto in un incidente stradale. In questo festival Andreas Kisser fece da cantante/chitarrista. Quando Max Cavalera rientrò ebbe contrasti con gli altri membri della band riguardo al rinnovo del contratto della moglie-manager della band Gloria Cavalera. Max Cavalera decise di lasciare i Sepultura, e da quel momento Andreas Kisser ed il batterista Igor Cavalera divennero le maggiori forze creative della band.
Nel 2011 sostituisce nella formazione degli Anthrax il chitarrista Scott Ian durante alcuni concerti del The Big Four. Nel 2012 entra anche a far parte dei "De la Tierra", una band brasiliana Alternative/Groove metal.
Nel corso della sua carriera ha collaborato con molte band ed artisti.

## Vita privata e strumentazione
È stato sposato con Patrícia Perissinotto e ha tre figli: Giulia (1995), Yohan (1997) ed Enzo (2005). Patrícia è morta il 3 luglio 2022 di cancro al colon. Appassionato di calcio, è tifoso del San Paolo.
Durante la sua giovinezza ha utilizzato chitarre Charvel, Jackson, Ibanez. Attualmente utilizza chitarre Fender modello Stratocaster, Jackson e Seizi. Usa le chitarre Fender dal 2002 e le chitarre Seizi dal 2011. Negli anni '90 ha anche utilizzato chitarre ESP e Fernandes. Possiede una collezione di circa 40 chitarre.

## Discografia

### Con i Sepultura
- 1987 - Schizophrenia
- 1989 - Beneath the Remains
- 1991 - Arise
- 1993 - Chaos A.D.
- 1996 - Roots
- 1998 - AgainstAgainst
- 2001 - Nation
- 2002 - Under a Pale Grey Sky (album dal vivo)
- 2003 - RoorbackRoorback
- 2005 - Live in São Paulo (album dal vivo)
- 2006 - Dante XXI
- 2009 - A-LexA-Lex
- 2011 - Kairos
- 2013 - The Mediator Between the Head and Hands Must Be the Heart
- 2017 - Machine Messiah
- 2020 - Quadra
- 2021 – SepulQuarta (album dal vivo)

### Con i De La Tierra
- 2014 - De la Tierra
- 2016 - De la Tierra 2
- 2021 - De la Tierra 3

### Solista
- 1999 – No Coração Dos Deuses (con Igor Cavalera e André Moraes; Colonna sonora dell’omonimo film)
- 2008 – Hubris I & II

### Partecipazioni
- 2001 - Artisti vari - Dê Uma Chance À Paz, John Lennon, Uma Homenagem (presente con il brano Give Peace a Chance assieme a Arnaldo Baptista e Charles Gavin)
- 2005 - Artisti vari - Subdivisions [Tribute to Rush] (presente nei brani Limelight e A Farewell to Kings)
- 2008 - Artisti vari - Álbum Branco (presente nei brani Piggies e Helter Skelter)
- 2010 - Artisti vari - Harder & Heavier:60's British Invasion Goes Metal (presente nel brano We Gotta Get Out This Place)
- 2010 - Artisti vari - New World Man: A Tribute (presente nel brano Limelight)
- 2012 - Clube Big Beatles
- 2013 - Orquestra Rockfônica
- 2019 - Far From Alaska
- Artisti vari - Punch (presente nel brano Ocre)

### Collaborazioni
- 1987 - Ratos de Porão - Cada Dia Mais Sujo e Agressivo (presente nel brano Morte e Desespero)
- 1993 - Clutch - A Shogun Named Mrcus (presente nel brano A Shogun Named Marcus - Live)
- 1994 - Nailbomb - Point Blank (presente nei brani Vai Toma No Cú, World of Shit, Religious Cancer)
- 2000 - Skank - Maquinarama (presente nel brano Rebelião)
- 2001 - Necromancia - Check Mate (presente nel brano Greed Up to Kill)
- 2001 - Biohazard - UncivilizationUncivilization (presente nel brano Trap)
- 2003 - Roadrunner United - The All-Star Sessions (presente nei brani The Enemy, Baptized in the Redemption, No Mas Control)
- 2004 - Os Paralamas Do Sucesso - Uns Dias (Ao Vivo) (presente nel brano Mensagem de Amor)
- 2004 - Titãs - Sacos Plásticos (presente nel brano Deixa eu Entrar)
- 2004 - Necromancia - Check Mate (presente nel brano Greed up to Kill)
- 2004 - Korzus - Ties of Blood (presente nel brano Correria)
- 2005 - Roadrunner United - The All-Star Sessions
- 2005 - Os Paralamas Do Sucesso - Hoje (presente nel brano Fora de Lugar)
- 2005 - Claustrofobia - Fulminant (presente nel brano Eu Quero è Que se Foda)
- 2006 - Burning in Hell - Believe (presente nel brano The Waterfalls)
- 2007 - Asesino - ‘’Cristo satánico’’ (presente con il nome Sepulculo nei brani Rituales Salvajes, Twiquiado e Sadistico)
- 2007 - Os Paralamas Do Sucesso - Bis Hoje (presente nei brani Fora de Lugar e Ponto de Vista)
- 2007 - Sallaberry - Samba Soft (presente nel brano Afrobeat)
- 2008 - Roadrunner United - The Concert (presente nei brani Punishment, Set it Off, March of the S.O.D., Rivers Runs Red, The End Complete, Curse of the Pharaohs, Dead by Dawn, My Last Serenade, Pure Hatred, Replica, Black No.1, The Dagger, Refuse/Resist, Surfacing, Davidian, (sic), Roots Bloody Roots)
- 2008 - Hudson Cadorini - Turbination (presente nel brano Turbination Locomotrox e Fat Riff in Dp)
- 2008 - Os Paralamas Do Sucesso e Titãs - Juntos e Ao Vivo (presente nei brani Selvagem/Polícia e Lugar Nenhum)
- 2008 - Hail (supergruppo di cover band heavy metal)
- 2009 - Krusader - Angus (presente nel brano Battle Memories)
- 2009 - Astafix - End Ever (presente nel brano Red Streets)
- 2009 - Scorpions - Amazônia - Live in the Jungle (Video)
- 2011 - Korzus - Ties Of Blood (presente nel brano Correria)
- 2011 - Nando Reis E Os Infernais - Luau Mtv (presente nel brano Sua Impossível Chance)
- 2012 - Krusader - Angus (presente nel brano Battle Memories)
- 2013 - Manuche - Livre (presente nel brano Lutador)
- 2014 - De La Tierra - De La Tierra (presente nel brano Maldita Historia)
- 2014 - Hammercult - Steelcrusher (presente nel brano We Are The People)
- 2014 - Nader Sadek - The Malefic:Chapter 3 (presente nei brani Entropy Eternal e Descent)
- 2015 - Hell:On - Once upon a Chaos (presente nel brano Salvation in Death)
- 2015 - Família Lima - 20 Anos (presente nel brano Mourão)
- 2015 - Metal Allegiance - Metal Allegiance (presente nei brani Can't Kill The Devil, Pledge of Allegiance e We Rock)
- 2016 - A.N.I.M.A.L.- Vivo en Red House (Live album)
- 2016 - Claustrofobia - Download Hatred (presente nel brano Curva)
- 2016 - Death Angel - The Evil Divide (presente nel brano Hatred United/United Hate)
- 2018 - Rhemorha - Natural Born Groove (presente nel brano Rise of the Monster)
- 2018 - Dudu Braga - RC Na Veia (Ao Vivo) (presente nei brani Além Do Horizonte, Não Vou Ficar e É Preciso Saber Viver)
- 2018 - Metal Allegiance - Volume II:Power Drunk Majesty (presente nel brano The Accuser)
- 2022 - The Risen Dread - Night Hag (presente nel brano White Night)
- 2022 - Vivaldi Metal Project - EpiClassica (presente nel brano Threshold of Miracles, The Empire)

## Strumentazione
Kisser utilizza sul palco:
- una chitarra Fender Stratocaster
- amplificatore Mesa Boogie Strategy 500 Power
- amplificatore Mesa Boogie Triaxis Pre
- Ampeg cabinet
- Dunlop Pics 0,88mm